# Церковь Троицы Живоначальной (Новлянское)
Церковь Троицы Живоначальной в селе Новлянском — православный храм Волоколамского благочиния Московской епархии.
Храм расположен в селе Новлянском Волоколамского района Московской области. Главный престол освящён в честь Святой Троицы; приделы в честь святителя Николая, в честь преподобного Сергия Радонежского.

## История
Село Новлянское расположено по берегам реки Рузы и речки Даниловки. До середины XIX века оно называлось «Новым». В XVII веке в селе была построена деревянная церковь Святителя Николая. По мере ветшания церковь дважды заменялась новыми деревянными — в 1658 и 1736 годах.
В 1903—1904 годах в Новлянском началось строительство кирпичного трёхпрестольного храма во имя Живоначальной Троицы с приделами во имя святителя Николая и преподобного Сергия Радонежского. Строительство было завершено в 1907 году. В 1909 году церковь была освящена.
Здание храма выстроено в характерных для конца XIX — начала XX веков эклектичных формах с чертами русского стиля. Храм однокупольный, четырёхстолпный. Основной объём церкви в плане крестообразный, над средокрестием поднимается невысокий глухой четверик, на кровле которого изначально стояла декоративная главка. Впадины между рукавами креста застроены пониженными объёмами со срезанными углами. Внутри своды храма опираются на четыре столпа. Небольшой переход связывает храм с колокольней, составленной из трёх кубических ярусов и перекрытой куполом с главкой. Декоративное убранство здания выдержано в русском стиле, над карнизами четверика и колокольни пояса декоративных кокошников.
В 1930-е годы церковь была закрыта и сильно повреждена. Внутреннее убранство не сохранилось. Здание храма использовалось для различных сельскохозяйственных нужд, в частности, для приготовления кормов. В 1998 году в селе Новлянском был зарегистрирован православный приход Троицкой церкви. В настоящее время идёт восстановление храма.

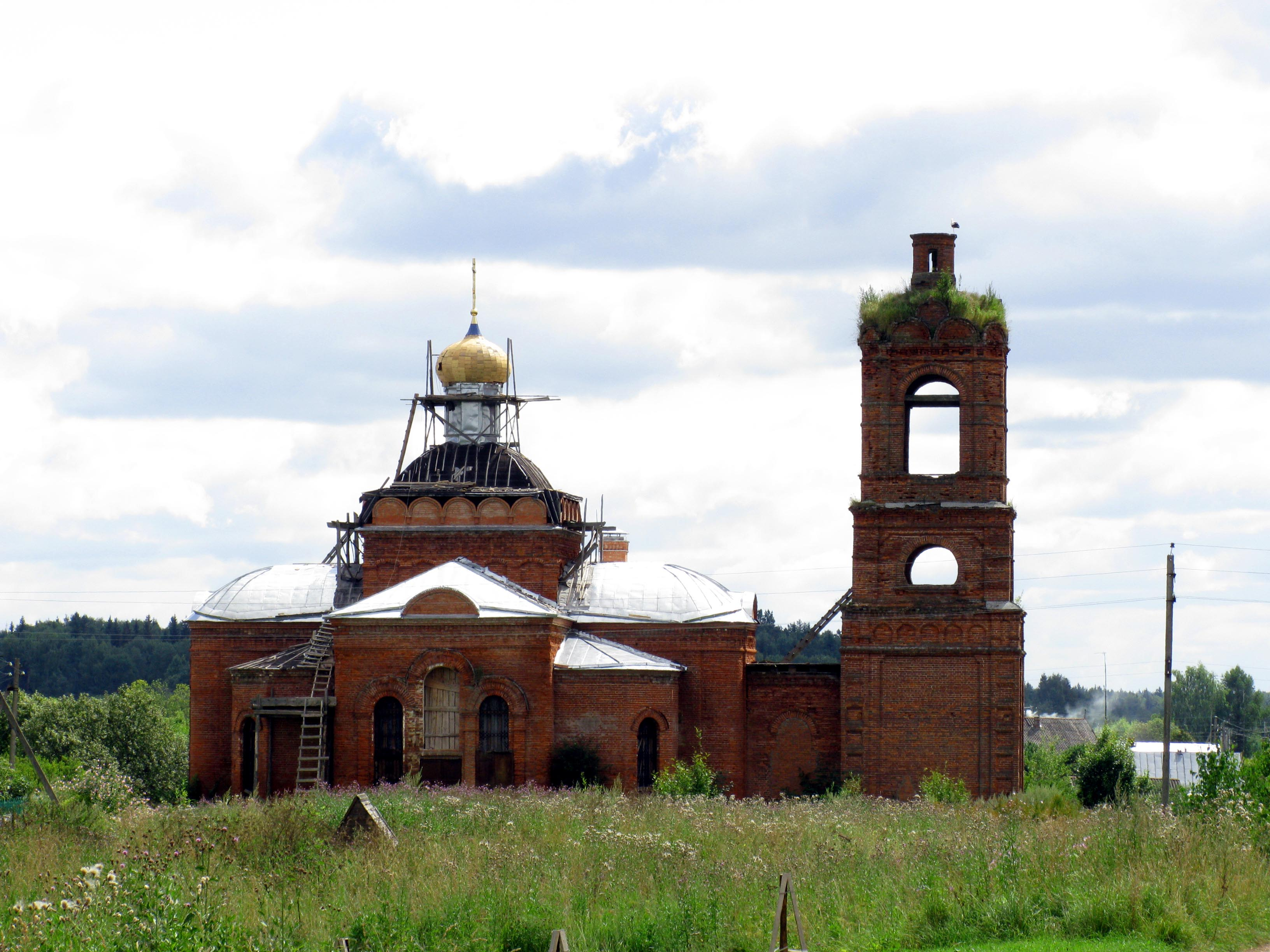
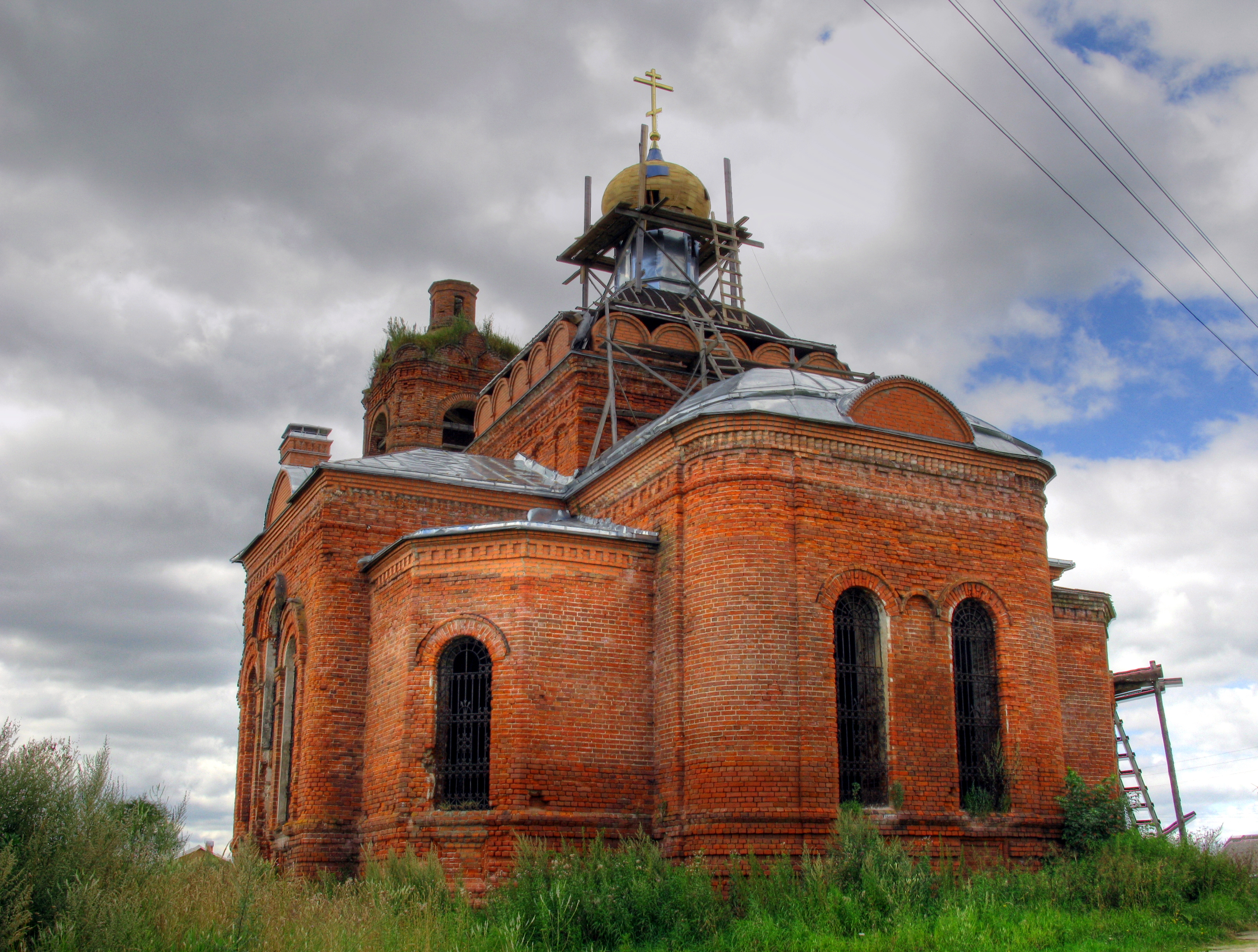